# Pedro Chalú
Pedro José Chalú (Buenos Aires, 19 marzo 1906 – ...) è stato un calciatore argentino, di ruolo centrocampista.

## Caratteristiche tecniche
Giocava come centromediano.

## Palmarès

### Nazionale
- Campeonato Sudamericano de Football: 1

Argentina 1929